# Зона сумрака (стрип)
Зона сумрака је 7. епизода стрип серијала Дилан Дог. Објављена је у бившој Југославији као специјално издање Златне серије у издању Дневника из Новог Сада у фебруару 1988. године. Коштала је 550 динара, одн. 0,4 $.

## Оригинална епизода
Наслов оригиналне епизоде гласи La zona del crepuscolo. Објављена је 01.04.1987. Епизоду су нацртали Montanari & Grassani, а сценарио написао Тициано Склави. Насловну страницу је нацртао Клаудио Виља.

## Кратак садржај
Млада Мејбел Карпентер живи у малом месту Инверери. Неппрекидно јој се привиђају мртви људи који се распадају пред њеним очима док покушавају да је одвуку на ”другу страну”. У помоћ зове Дилана Дога, који прихвата посао и долази са Гручом у Инверери. Тамо открива да је и сама Мејбел рођена 1926. године, што значи да би данас требало да има преко 60 година. (Радња у епизоди се дешава 1987. год.)

## Инспирација филмском уметношћу
Епизода је очигледно инспирисана култном ТВ серијом Зона сумрака, те филмом америчког режисера филмова страве и ужаса Џона Карпентера Магла (1980). Главна јунакиња коју Дилан покушава да спаси презива се Карпентер.

## Инспирација књижевношћу
Епизода је инспирисана причом Едгар Алан Поа под називом ”Сведочанству у случају г. Валдемара”. Централна тема ове приче је покишај да се победи смрт, што је мотив који се појављује већ у првој епизоди Дилан Дога (ДД-1). Поова прича се појављује у другом делу епизоде када доктор Хикс објашњава Дилану тајну живих мртваца у Иневерију. Наиме, др. Хикс покушава да заустави смрт методом месмеризације. Као доказ да месмеризација има утицаја на продужење живота, др Хикс наводи причу Е. А. Поа. Сама Смрт се појављује у великом броју епизода, али Дилан овде изражава подсмех према начину на који др Хикс покушава да победи смрт, називајући Поа ”пијаним визионарем”.

## Претходна и наредна епизода
Претходна епизода носи наслов Демонска лепота (бр. 6), а наредна Очи зла (бр. 8).